# ロバート・J・クンツ
- ロバート・J・カンツ

ロバート・J・クンツ（Robert J. Kuntz、1955年9月23日 - ）は、ゲームデザイナー、ロールプレイングゲーム製品の作家である。
様々なダンジョンズ&ドラゴンズ関連の資料を寄稿したことで最も有名である。

## 作品
メイズ・オブ・ザイエネシリーズ、最初のグレイホークサプリメント、ゴッズ、デミゴッズ&ヒーローズ、ディーアティーズ&デミゴッズの初版、モルデンカイネンズ・ファンタスティック・アドベンチャー等を含む、象徴的なD&D製品を執筆、あるいは共同執筆した。

## 経歴
ロブ・クンツは1955年9月23日にウィスコンシン州レイク・ジェニーバで生まれた。テリー・クンツは彼の兄である。クンツは13歳の時、PLAYBOY 誌を流し読みをする間にミニチュア・ウォーゲームの存在を知った（ドッグファイト という名のゲームが、クリスマス向けのパーティギフトを集めたページに掲載されていた）。クンツはボードゲーム、ミニチュア、プレイバイメールでの遊びを始めた。
クンツはTSR, Inc.の6人目の従業員となり、デザイナー、エディター、出荷責任者、ドラゴン誌のコラムニスト、ゲーム大会の座長（Gen Con VIII、IX、ウィンター・ファンタジー1）など、社内で様々な役職を勤め、また短期間だがジャッジズ・ギルドへのAD&D系列商品のライセンス供与に関する業務の監督を行った。
D&D のプレイヤーとして、クンツはロビラーという名の有名な（恐らくは悪名だが）キャラクター―他の偉業に加え、トゥーム・オブ・ホラーズを最初に完了したを育成した。クンツの創造力豊かなプレイを見込んだゲイリー・ガイギャックスは、彼をガイギャックス独自のグレイホーク・ホーム・キャンペーンにおける共同ダンジョンマスターの地位に就けた。
ガイギャックスの友人かつ共同DMとして、クンツはグレイホーク環境の発展に影響を与えた。例えばガイギャックスはクンツ作の暗黒神「ターズデューン」を、現在ではタリズダンとして知られている存在に翻案した。キャラクター「ズンク」と「ビラーロ」の名前は彼の名であるクンツと、PC名であるロビラーのアナグラムである。クンツはまた、フェイト・オブ・イスタス に2つのアドベンチャーを寄稿した。

## 最近のRPG企画
クンツはマウレ・キャッスルシリーズのアドベンチャーを執筆し、ダンジョン誌で発表した。
- マウレ・キャッスル：「スターチュアリー」、ダンジョン誌　112号、ゲイリー・ガイギャックスと共同執筆、2004年7月
- リターン・トゥ・マウレ・キャッスル：「チャンバーズ・オブ・アンティークイティーズ」、ダンジョン誌　124号、2005年7月
- リターン・トゥ・マウレ・キャッスル：「ザ・グレーター・ホールズ」、ダンジョン誌　139号、2006年10月

2006年、彼は発表済みの限定版を基にした、最新のロールプレイング・アドベンチャー・モジュールを出版するために、新会社パイド・パイパー・パブリッシングを立ち上げた。
- ケルン・オブ・ザ・スケルトン・キング（2006年）イラストはジム・ホロウェイ（TSRで以前絵師をしていた）
- タワー・オブ・ブラッド（2007年）

以下はそれ以降に出版されたものであり、オリジナルのレイク・ジェニーバ・キャッスル＆キャンペーンからの要素が含まれる。
- ザ・リビング・ルーム（2008年）
- ザ・ボトル・シティ（2008年）
- エル・ラジャ・キーズ・アーケーン・トゥレジャリ（2009年）エリック・N・シュックと共著
- デモニック&アーケーン（2009年）
- ザ・ストーク（2009年）

## 受賞
- 1986年、チャールズ・S・ロバーツ賞、キングス＆シングス ボードゲーム（ウェストエンドゲームズ）
- 2005年、ゴールデン・エニー賞最優秀アドベンチャー、[4] 「マウレ・キャッスル」 ダンジョン 誌 112号（パイゾ・パブリッシング）